# Клубника и шоколад
«Клубника и шоколад» (исп. Fresa y chocolate) — кубинский кинофильм.

## Сюжет
Действие фильма происходит в Гаване. Диего — беззаботный молодой человек. Его не интересует политика, он любит заводить знакомства, занимается творчеством. Однажды он знакомится с Давидом. В противоположность Диего, Давид придерживается строгих взглядов. Он состоит в коммунистической партии, и стоит на позиции гомофобии. Предполагая, с какой целью Диего общается с ним, он, тем не менее, решает продолжить знакомство, чтобы следить за этим ненадежным человеком, который может быть опасен для коммунистического строя. Несмотря на кардинальные различия во взглядах, им удаётся построить доверительные отношения друг с другом.

## В ролях
- Хорхе Перугорриа — Диего
- Владимир Крус — Давид
- Мирта Ибарра — Нанси
- Франсиско Гатторно — Мигель
- Хоэль Анхелино — Херман
- Мэрилин Солайа — Вивиан
- Андрес Кортина — священник Сантерия
- Антонио Кармона — бойфренд
- Рикардо Авила — таксист
- Мария Элена дель Торо — пассажир
- Соланда Онья — пассажирка
- Диана Ирис дель Пуэрто — соседка

## Награды
- Гойя (премия)[1] 1995
- Национальный совет кинокритиков США[1] 1994
- Берлинский кинофестиваль (1994). Победитель в категориях: Специальная премия жюри
- Оскар (1995). Номинирован в категориях: Лучший фильм на иностранном языке